# Saxons de Transsilvània
Els saxons de Transsilvània (en alemany Siebenbürger Sachsen o Siebenbürgensachsen; en hongarès Erdélyi szászok, en romanès Sași) són alemanys ètnics que viuen en diferents indrets de Transsilvània des del segle xii.
La colonització alemanya de Transsilvània va començar amb el rei Géza II d'Hongria (r. 1141-1162). Durant moltes dècades, la tasca principal dels pobladors alemanys fou defensar la frontera del sud-est del Regne d'Hongria. La colonització va continuar fins a finals del segle xiii. Tot i que els colons eren del Sacre Imperi Romanogermànic occidental majoritàriament, i generalment parlaven dialectes fràncics de l'alemany, van ser coneguts com a saxons a la cancelleria hongaresa. Durant la major part de la seva història, aquests alemanys gaudiren d'una condició de privilegis amb els hongaresos i els székely de Transsilvània.
La població de saxons de Transsilvània ha descendit des de la Segona Guerra Mundial. Tot i l'emigració en massa —principalment a Alemanya— encara constitueixen una minoria notable a Hongria i Romania. Segons el cens romanès del 2011, al país hi ha 11.400 persones que descendeixen dels saxons de Transsilvània.

## Notables
- Klaus Iohannis